# 1774 год в литературе

## Книги
- «Друг несчастных» — слёзная драма Михаила Хераскова.
- «Клавиго» — драма Иоганна Вольфганга Гёте.
- «Страдания юного Вертера» — роман Иоганна Вольфганга Гёте.

## Новые книги
- Джереми Бентам — The White Bull
- Генри Брук — Juliet Grenville
- Иоганн Вольфганг фон Гёте — «Страдания юного Вертера»
- Чарльз Джонстон — The History of Arsaces
- Ньюгетский справочник

## Драмы
- Майлз Питер Эндрюз — The Election
- Джон Бюргойн — The Maid of the Oaks
- Джордж Колмен — The Man of Business
- Чарлз Дибдин — The Waterman
- Иоганн Вольфганг фон Гёте Johann Wolfgang von Goethe — Clavigo
- Томас Халл — Henry the Second
- Хью келли — The Romance of an Hour

### Поэзия
- Джеймс Битти — The Minstrel, volume 2
- Уильям Данкин — Poetical Works
- Оливер Голдсмит — Oliver Goldsmith — Retaliation
- Ричард Грейвс — The Progress of Gallantry
- Уильям Мэйсон — An Heroic Postscript to the Public
- Ханна Мор — The Inflexible Captive
- Генри Джеймс Пи — Farringdon Hill
- Мэри Скотт — The Female Advocate
- Уильям Уайтхед — Plays and Poems, by William Whitehead, Esq. Poet Laureat

### Нехудожественная литература
- Джакомо Казанова — Istoria delle turbolenze della Polonia
- Джозеф Крадок — Village Memoirs
- Мартин Герберт — De cantu et musica sacra
- Оливер Голдсмит Oliver Goldsmith — The Grecian History
  -  — Истрия о Земле и Природе
- Генри Хоум — Sketches of the History of Man
- Томас Джефферсон — A Summary View of the Rights of British America
- Сэмюэл Джонсон — The Patriot
- Энтони-Саймон Ле Паг дю Прац — The History of Louisiana, или Западной части Вирджинии и Каролины; Английский переводчик, одного тома — Histoire de la Louisiane, опубликованный в 1758 году
- Джозеф Пристли — Experiments and Observations on Different Kinds of Air
- Уильям Ричардсон[уточнить] — A Philosophical Analysis and Illustration of Some of Shakespeare’s Remarkable Characters
- Филип Дормер Стэнхоуп — Letters to his Son
- Хорас Уолпол — A Description of Strawberry-Hill
- Томас Уортон — The History of English Poetry
- Джон Уэсли — Thoughts upon Slavery

## Родились
- 1 января — Пьетро Джордани, итальянский учёный, искусствовед и писатель (умер в 1848 году)
- 18 января — Анна Петровна Бунина, первая крупная русская поэтесса, Русская Сапфо и Десятая Муза, как называли её современники (умерла в 1829).
- 24 февраля — Арчибальд Констебл издатель (умер в 1827)
- 12 августа — Роберт Саути (Robert Southey), английский поэт-романтик, представитель «озёрной школы» (умер в 1843).
- 23 октября — Рене де Шазе, французский писатель, драматург, поэт (умер в 1844).

## Скончались
- 4 апреля — Оливер Голдсмит, английский прозаик, поэт и драматург ирландского происхождения, яркий представитель сентиментализма (родился в 1730).
- 28 апреля — Готфрид Ленгнич, историк (родился в 1689 году)
- 16 октября — Роберт Фергюссон, поэт-лирик (родился в 1750 году) (повреждение головного мозга)